# کی هورست
کی هورست (به انگلیسی: Ky Hurst) (زادهٔ ۱۱ مارس ۱۹۸۱) شناگر اهل استرالیا است.